# День вшанування пам’яті страчених і закатованих у полоні
День вшанування пам'яті страчених і закатованих у полоні — пам'ятний день, що відзначається в Україні щороку 28 липня. Запроваджений у 2025 році з метою вшанування пам'яті військовополонених, добровольців та цивільних осіб, які загинули, були закатовані або страчені під час перебування в полоні в умовах збройного конфлікту.

## Історія
Пам'ятну дату встановлено Верховною Радою України у липні 2025 року. Ініціатива виникла у відповідь на масове вбивство полонених в Оленівці, яке сталося в ніч з 28 на 29 липня 2022 року в селищі Молодіжне на тимчасово окупованій території Донецької області, де внаслідок вибуху в колонії загинули десятки українських військовополонених, більшість із яких були захисниками «Азовсталі».

## Мета
- Вшанування пам'яті загиблих у полоні;
- Привернення уваги до порушень норм міжнародного гуманітарного права;
- Підтримка родин загиблих та зниклих безвісти;
- Збереження історичної пам'яті про жертв воєнних злочинів.

## Заходи
У день пам'яті в різних регіонах України проводяться:
- хвилини мовчання;
- покладання квітів до меморіалів;
- поминальні богослужіння;
- публічні акції та виступи родичів загиблих[4][5].

## Реакція суспільства
Громадські організації, зокрема «Спільнота Оленівки», військові підрозділи та правозахисні ініціативи підтримали запровадження пам'ятного дня. Представники Національної гвардії України, зокрема полк «Азов», наголосили на важливості збереження пам'яті про загиблих та захисту прав військовополонених.

## Міжнародний контекст
Україна закликає міжнародні організації:
- здійснити незалежне розслідування обставин загибелі військовополонених;
- забезпечити дотримання Женевських конвенцій;
- притягнути винних до відповідальності згідно з нормами міжнародного права.